# Tschirikow-Insel
Die Tschirikow-Insel (englisch Chirikof Island) ist eine 114,7 km² große Insel im Pazifik vor der Südküste Alaskas (Vereinigte Staaten). Sie gehört zum Kodiak Island Borough und befindet sich 290 km südwestlich von Kodiak Island.
Als Teil des Kodiak-Archipels liegt die unbewaldete, 18 km lange und 11 km breite Insel südlich des Alaska Peninsula. Der höchste Punkt liegt bei 300 m. Die Tschirikow-Insel ist momentan unbewohnt, allerdings wurden auf ihr Werkzeuge ausgegraben, deren Alter auf zirka 4200 Jahre datiert wurde. Eine Rinderfarm auf der Insel wurde im Jahr 2000 aufgegeben.
Die Insel wurde 1741 von dem russischen Seefahrer Alexei Iljitsch Tschirikow entdeckt und 1798 vom englischen Forscher George Vancouver nach ihm benannt.
Der Kongress der Vereinigten Staaten gliederte die Tschirikow-Insel 1980 mit dem Alaska National Interest Lands Conservation Act in das Naturschutzgebiet Alaska Maritime Wildlife Refuge ein.